# Cristo in gloria con i simboli della passione
Cristo in gloria con i simboli della passione è un dipinto a olio su tela di Lorenzo Lotto, datato 1540-1545 circa e conservato a Vienna nel Kunsthistorisches Museum.

## Storia
Il dipinto fu commissionato all'artista veneziano da Federico Priuli, importante patriziato veneziano, durante la sua permanenza a Treviso nel 1543, e risulta essere una delle sue opere più soggette a studio per comprendere se Lorenzo Lotto: solo, senza fidel governo et molto inquieto de la mente, tanto aiutato e vicino ai fratelli Carpan, in particolare a Bartolomeo di cui fece il triplice ritratto, poi processato per eresia, avesse indicazioni che portassero avvicinare anche l'artista alle nuove idee luterane che avanzavano in particolare a Venezia, in considerazione che anche il committente aveva rapporti con personaggi eterodossi.
Lorenzo Lotto si trovava nel periodo più difficile della sua vita, ormai non più giovane, e poco accettato nella sua città d'origine dove la figura di Tiziano dominava su ogni altro artista. 
Il committente però non accolse in modo positivo il dipinto descritto come: quadretto piccolo con un trionpho del Salvator Yesu in atto al sacramento sparger el sangue in aria con molti anzoleti, dovendo successivamente rendergli anche un'ulteriore piccolo dipinto su tavola:  un'altra tavoletta simile a quella ch'el me havea data a dipinzere.
La raffigurazione di Cristo in gloria è stata oggetto nel tempo di studio e valutazione dell'artista proprio per il difficile periodo della sua vita,  e anche della situazione religiosa che portò pochi anni dopo al Concilio di Trento con la conseguente la Riforma protestante e quella cattolica.

## Descrizione e stile
Se per molti è considerato un dipinto eterodosso, cercando nei soggetti raffigurati un avvicinamento a quelle che erano le nuove idee riformiste, secondo la storica dell'arte Francesca Cortesi Bosco, il dipinto è invece una dichiarazione di ortodossia indiscussa, così come il polittico di Ponteranica, che viene in parte ripreso nell'opera, che sono una chiara difesa alla dottrina cristiana.
La tela raffigura nella parte centrale l'immagine di Gesù in gloria, risorto, circondato da uno stuolo di angeli, in un cielo molto vivo, i cui colori vanno dall'azzurro chiaro fino ai colori più intensi nella parte più alta della tela. La raffigurazione eucaristica del sangue del martire in vino, è ben indicata in Cristo che perde sangue dalle ferite del costato, sangue che viene raccolto in un calice dorato retto dall'angelo avvolto in una tunica rossa posto sul lato inferiore sinistro della tela. Cristo è raffigurato come un giovane uomo, molto più umano che divino, ma nella gloria della resurrezione. Cristo è raffigurato con le braccia aperte a riprendere la posizione della crocifissione, una croce è infatti raffigurata al suo fianco, sul lato sinistro. Altri angeli reggono i simboli della passione: i chiodi, la corona di spine.
Sulla base della tela è raffigurata, su di un lembo di terra, una donna nuda, con un panno che le copre solo i fianchi, con le braccia rivolte al cielo e che regge uno specchio. Questa parte del dipinto ha portato a non poche considerazioni circa le idee eterodosse del Lotto, mai accertate. 

Questa parte verrà descritta dal Berenson come Simbolo della terra […] larva umana che, nello squallido crepuscolo rupestre, in primordiale solitudine, travagliata e nuda, allarga le braccia sui propri peccati e si dispera dell'immeritata redenzione. Ma questa versione non è condivisa da tutti. Secondo la Banti raffigura invece Maria Maddalena, mentre per il Bruce Boucher è un'immagine allegorica dell'eresia, contrariamente la Cortesi Bosco, vede nelle mani della donna uno specchio quale rapporto nel contesto in rapporto alla donna/Eresia in atto di specchiarvisi, potrebbe costituire un invito a riconoscere il proprio errore, inoltre considera che sia una esaltazione: all'amore misericordioso ed alla grazia salvifica del Cristo tutti coloro che nel cercare Cristo si sono smarriti. La donna viene anche identificata in Eva, la donna dal quale nasce il peccato originale, quindi rappresentante tutta l'umanità peccatrice e corrotta sopra la quale Cristo è il Salvatore e celebrando il suo trionfo sulla morte, celebra anche il suo trionfo sul peccato con la rinascita di un nuovo Adamo